# 瑠璃色の地球
「瑠璃色の地球」（るりいろのちきゅう）は、作詞松本隆、作曲平井夏美による日本のポピュラーソングで、1986年松田聖子の歌唱により発表された。

## 概要
1986年6月1日に発売された松田聖子の13枚目のアルバム『SUPREME』が初出で、10曲中最後の曲として収録された。
松田が妊娠中にレコーディングされた曲であり、同アルバムは出産のために歌手活動を休業中に発売された唯一のオリジナルアルバムで、同年10月1日に誕生した子供が神田沙也加であった。
同年の「第28回日本レコード大賞」にて「アルバム大賞」を受賞し、前年の『第36回NHK紅白歌合戦』以来出産後初のテレビの音楽番組生出演を果たした。「瑠璃色の地球」「時間旅行」「ローラー・スケートをはいた猫」の計3曲をメドレーで披露し、歌唱中に感極まる場面もあった。
作詞の松本隆は、当時連続オリコン1位記録を更新中であった松田の楽曲に数多く携わり、オリコン1位になった24曲のうち17曲の作詞を担当している。作曲の平井夏美は、音楽プロデューサー・川原伸司の別名で、松田聖子作品では1981年のシングル「風立ちぬ」のB面「Romance」の作曲も行っていた。オリジナルバージョンの編曲は武部聡志。
松田の楽曲の中でも特に人気の高い曲の一つであり、シングルカットはされていないが「白い夜」とのカップリングでプロモーション用EPが存在し、ミュージックビデオも作成されている。ミュージックビデオのフルサイズは2000年発売のCD-BOX『SEIKO SUITE』に収められているDVDにて初の商品化となった。
ファンのリクエストによって収録曲が決まるベスト・アルバム『Another Side of Seiko 27 (14)』においては、シングル曲を除いた作品を対象にしたアンケートで1位となっている。同アルバムには「瑠璃色の地球 2003」として原田真二編曲によるセルフカヴァー・バージョンも収録された。
1995年と1999年に高等学校の音楽教科書に掲載されるなど、合唱用の楽曲として教育現場でも広く歌われている。
2010年4月、STS-131ミッションが行われていた国際宇宙ステーションにおいて、同曲がウェイクアップコールとしてNASAジョンソン宇宙センター内のミッションコントロールセンターより流された。搭乗していた山崎直子宇宙飛行士に向けて選曲されたものである。同月16日、日本テレビ系「DON!」でこのニュースが紹介された際、出演者の神田沙也加が「この曲を聴くと安心するような不思議な気持ちになる。ボーカルもちょっと違って聞こえる」とコメントした。
2020年7月15日より自身によるセルフカヴァーとしては2度目となる「瑠璃色の地球 2020」が各種配信サイトにてリリース。その後、オリジナルアルバム『SEIKO MATSUDA 2020』にも収録された。

## NHK紅白歌合戦
- 1986年、上述の『第28回日本レコード大賞』に引き続いての出演となった『第37回NHK紅白歌合戦』でこの曲が披露された、披露の際はハレー彗星が地球に最も接近したニュースを交えて紹介された。
- 2001年の『第52回NHK紅白歌合戦』ではアメリカ同時多発テロ事件など、大きな戦いが勃発した世相に対して平和を願い、「瑠璃色の地球2001」のタイトルで原田真二のピアノ演奏をバックに歌唱した。
- 2020年の『第71回NHK紅白歌合戦』で「瑠璃色の地球2020」として3度目の歌唱。

## 収録作品

### オリジナル版
- SUPREME（1986年6月1日発売）
- LOVE BALLADE（1986年11月21日発売）
- 瑠璃色の地球/白い夜（1986年、プロモEP）
- Bible（1991年12月1日発売）
- Bible II（1994年12月1日発売）
- Seiko Matsuda 1980-1995（1997年4月1日）
- Ballad 〜20th Anniversary（1999年4月1日発売）
- Another Side of Seiko 27（2003年11月27日発売）
- Another side of Seiko 14（2003年11月27日発売）
- Best of Best 27（2004年4月14日）
- Seiko Smile（2005年1月26日）
- I'll fall in love 愛的禮物（2005年8月26日）
- Premium Diamond Bible（2009年9月30日）
- Diamond Bible（2009年9月30日）
- SEIKO STORY〜80's HITS COLLECTION〜（2011年11月23日）
- 松田聖子 スーパー・ヒットコレクション vol.2（2012年2月23日）
- Seiko Matsuda Hit Collection Vol.2（2012年9月1日）
- Seiko Matsuda Best Ballad（2014年12月24日）
- We Love SEIKO -35th Anniversary 松田聖子究極オールタイムベスト50Songs-（2015年12月9日）
- Seiko Matsuda 40th Anniversary Bible -bright moment-（2021年2月14日）
  - プロモーション・ヴィデオ・フルヴァージョン
- Seiko Matsuda（2006年7月19日発売）
- SUPREME（2009年8月5日発売）Blu-spec CD、Thanks 30th Annivarsaryシリーズの13巻
- 25th Anniversary Seiko Matsuda PREMIUM DVD BOX (2008年6月8日発売）＊マルチアングル機能にてオリジナル・エディットとプレミアム・エディットの切り替えが出来る
- Seiko Matsuda Video Diamond Bible（2010年9月29日）

### 瑠璃色の地球 2003
- Another Side of Seiko 27（2003年11月27日発売）
- Another side of Seiko 14（2003年11月27日発売）

### 中国語バージョン
- I'll fall in love 愛的禮物（2005年8月26日発売）

### 瑠璃色の地球 2020
- SEIKO MATSUDA 2020（2020年9月30日）

## カバー
- 辛島美登里 - 2001年2月21日発売のアルバム『Eternal-One』の10曲目に収録。
- MIO - 2002年2月6日発売のシングル『あなたに会いたい』のカップリングトラックとして、また同年10月23日発売のアルバム『Clarify Soul』の9曲目にアルバム・ヴァージョンを収録。
- 中森明菜 - 2002年3月20日発売のアルバム『-ZEROalbum- 歌姫2』の11曲目に収録。かつてライバルと云われた松田聖子の曲をカバーしたことで話題となり、のちにau（KDDI）のCMイメージソングとして使用された。
- 光田健一 - 2003年12月20日発売のアルバム『The Brilliant Trio***DEAI』に収録。
- 沢田知可子 - 2003年10月22日発売のアルバム『Love is...』のボーナストラックに収録。また、2005年8月24日に発売のアルバム『永遠の詩 one by one』の12曲目に収録されている。
- Carmen Carter - 2004年4月14日発売の松田聖子トリビュートアルバム『SEIKO BALLADS 〜SWEET MEMORIES〜』の10曲目に収録。
- 井上芳雄 - 2004年8月11日発売のアルバム『空に星があるように』の7曲目に収録。
- Zero - 2006年発売のアルバム『第2集 Million〜Zero Style〜』に収録。
- さくら - 2006年2月22日発売のアルバム『まんすりぃ 萌音 ぼーかるこれくしょん vol.2』に収録。
- 福島県立安積女子高等学校合唱部 - 2008年8月20日発売のコンピレーション・アルバム『合唱魂』に収録。
- 鈴木より子 - 2008年6月25日発売のアルバム『こどもと歌いたい!ファミリーヒットソング〜おしえて・花の子ルンルン・世界中の誰よりきっと〜』の21曲目に収録されている。
- 高橋由美子 - 2010年発売の歌手デビュー20周年記念アルバム『Complete Single Collection "The STEPS" [20th Anniversary Special Edition]』に収録。
- Flower Rouge - 2011年1月9日発売のアルバム『Memories Bossa Winter Side』の7曲目に収録。
- KOBUDO-古武道- - 2011年発売のアルバム『イツクシミ』に収録。
- 本田武久 - 2011年4月29日発売のアルバム『Precious Love　〜愛する喜び、愛される幸せ〜』の10曲目に収録。
- yumeiroecho - 2011年11月23日発売の松田聖子トリビュートアルバム『MemorieS 〜The Last Leaf〜』の10曲目に収録。
- ヘイリー（Hayley Westenra） - 2012年5月29日発売のアルバム『祈り〜ヘイリー・シングス・ジャパニーズ・ソングス ベスト』に収録。英語で「Ruri Iro No Chikyu」として収録されている[音源・映像 3]。
- PUSHIM - 2012年発売のアルバム『The Great Songs』に収録。
- 手嶌葵 - 
  - 2012年発売のコンピレーション・アルバム『image 12 douze emotional&relaxing』に収録。これは宮崎放送（TBS系列）の放送開始のBGMとして使用された。
  - 2021年６月発売のベストアルバム『Simple is best』に「この地球の日々たちへ」バージョンを収録。これは薩摩酒造のCMのためにカバーしたバージョンで2017年2月から放送された[3]。
  - 2021年11月には新たにカバーしたバージョン（「未来への航海」バージョン）が東芝の企業CMで使用され[4]、2022年1月14日より配信された[5][音源・映像 4]。
- 〜Lefa〜 - 2012年5月29日発売の3rdシングル『少年のように』のカップリング曲で収録された。
- 井浦新 - 2015年6月24日発売のトリビュートカバーアルバム『風街であひませう』の完全限定生産盤スペシャルディスク（『風街でよむ』）に歌詞朗読を収録[6]。
- 蘭寿とむ - 2015年7月1日発売の宝塚歌劇団元トップスターによるカバーアルバム『麗人 REIJIN -Showa Era-』に収録[7]。
- 米倉利紀 - 2015年8月26日発売のカバーアルバム「うたびと」に収録[8]。
- 及川なずな（CV. 広瀬すず ）- 2017年8月18日公開のアニメ映画『打ち上げ花火、下から見るか? 横から見るか?』の劇中で、広瀬が演じるヒロイン・及川なずなが歌う。同年8月9日発売のオリジナル・サウンドトラックに収録[音源・映像 5]。
- 林部智史 - 2018年10月3日発売のカバーアルバム『カタリベ1』に収録。
- 島津亜矢 - 2019年9月25日発売のカバーアルバム『SINGER 6』に収録。
- はいだしょうこ - 2020年9月11日にYouTubeで公式動画を公開[音源・映像 6]。
- 梶裕貴・野島健児・松岡禎丞・古川慎・石川界人 - 2020年12月9日発売のアルバム『VOICE〜声優たちが歌う松田聖子ソング〜 Male Edition』に収録。
- ナターシャ・グジー - 2021年8月6日に公式動画を公開[音源・映像 7]。
- Ms.OOJA - 2022年9月21日発売のカバーアルバム『流しのOOJA 2 ～VINTAGE SONG COVERS～』に収録。
- 三宅由佳莉（海上自衛隊東京音楽隊所属） - 2023年8月30日発売のアルバム『Departure〜新たな船出』に収録[音源・映像 8]。 これより前の2021年5月にYouTubeで横須賀音楽隊の演奏による公式動画を公開している[音源・映像 9]。
- 石丸由佳 - 2024年3月13日発売のアルバム『瑠璃色の地球 ～風のうた パイプオルガンで聴く想い出のポップス』[注 2]に収録。